# Gorizont 24
O Gorizont 24 (também conhecido por Gorizont 35L) foi um satélite de comunicação geoestacionário russo da série Gorizont construído pela NPO PM. Ele esteve localizado na posição orbital de 80 graus de longitude leste e era operado pela RSCC (Kosmicheskiya Svyaz). O satélite foi baseado na plataforma KAUR-3 e sua expectativa de vida útil era de 3 anos. O mesmo saiu de serviço após falhar em março de 1998.

## Lançamento
O satélite foi lançado com sucesso ao espaço no dia 23 de outubro de 1991, por meio de um veículo Proton-K/Blok-DM-2, lançado a partir do Cosmódromo de Baikonur, no Cazaquistão. Ele tinha uma massa de lançamento de 2.300 kg.

## Capacidade
O Gorizont 24 era equipado com 6 transponders em banda C e um em banda Ku.